# Faro Caleta Coloso
El Faro Caleta Coloso es un faro que pertenece a la red de faros de Chile. Entró en servicio en 1917 en Caleta Coloso, Región de Antofagasta.